# 基巫斯
基巫斯（阿美語：Cifos/Tsiolati/Tsivus），是台灣阿美族馬太鞍神話中的神祇之一，雖然原本是一名神靈，但之後變成了水鬼。

## 身世與形象
基巫斯是漁撈之神伊得（Ilək）和魯固絲（Rungos）的兒子，神族系譜中的第九代，家族可以追溯到第三代的茲洛姆和菈嘎勞。他剛出生時便只有頭而沒有軀體。

## 神話
傳說中，基巫斯前往姑姑拉悠（Lajo）的家，拉悠的女兒塔洛希瑪（Talosimar）看到基巫斯的樣子後便很討厭他，找藉口從家裡出去，但被她所吸引的基巫斯不希望她離開而咬著她的衣服，結果被塔洛希瑪甩掉，幾天後，基巫斯要母親給自己找妻子，伊得和魯固絲便抓來了塔洛希瑪，塔洛希瑪仍然逃走，基巫斯一樣咬著她的衣服，結果被狠狠摔在河邊的石頭上而死。
後續
基巫斯死後，他的怨靈留在水裡變成了水鬼阿納諾洛（Ananoro）。

## 類似傳說
基巫斯的經歷跟阿美族南勢群鬼信仰中的水鬼畢拉羅諾相當類似。